# Laszó
Laszó románul: Lăsău, település Romániában, Erdélyben, Hunyad megyében.

## Fekvése
Jófőtől nyugatra, a Marostól délre fekvő település.

## Története
Laszó, Lászó nevét 1448-ban említették először Lászai János gyulafehérvári főesperes (–1523) nevében.
1491-ben p. Lazo. néven, mint Déva vár tartozéka, Jófő város birtoka volt említve.
1733-ban Lászó, 1750-ben Laseu, 1760–1762 között Laszó, 1808-ban László, 1861-ben Laszszó, 1888-ban Lászó (Lasszó, Laszod, Leszeu), 1913-ban Laszó néven írák.
A trianoni békeszerződés előtt Hunyad vármegye Marosillyei járásához tartozott.
1910-ben 484 lakosából 20 magyar, 457 román volt. Ebből 14 római katolikus, 8 református, 459 görög keleti ortodox volt.

## Források

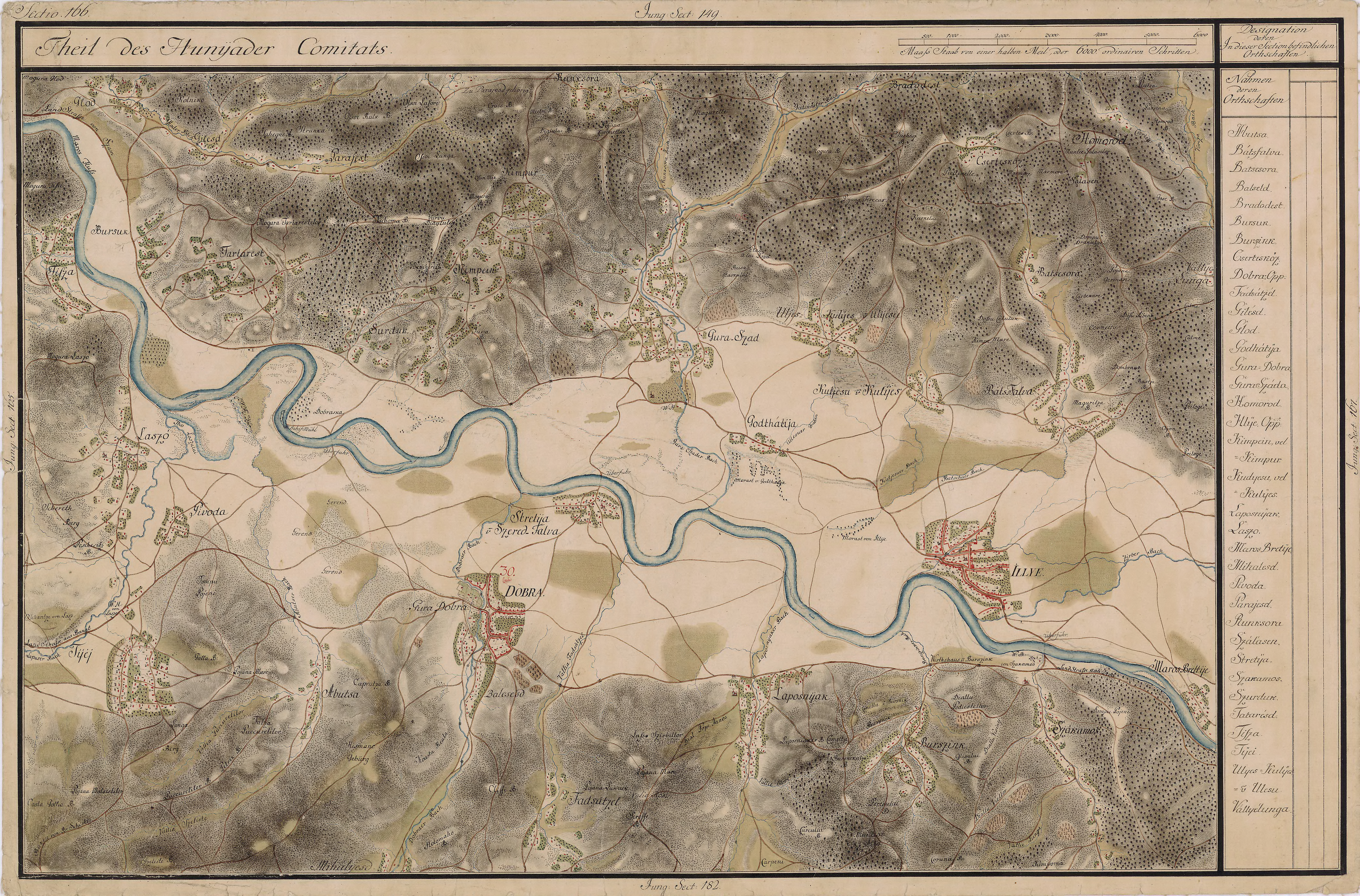
Laszó egy régi térképen